# Прогресс (велосипед)

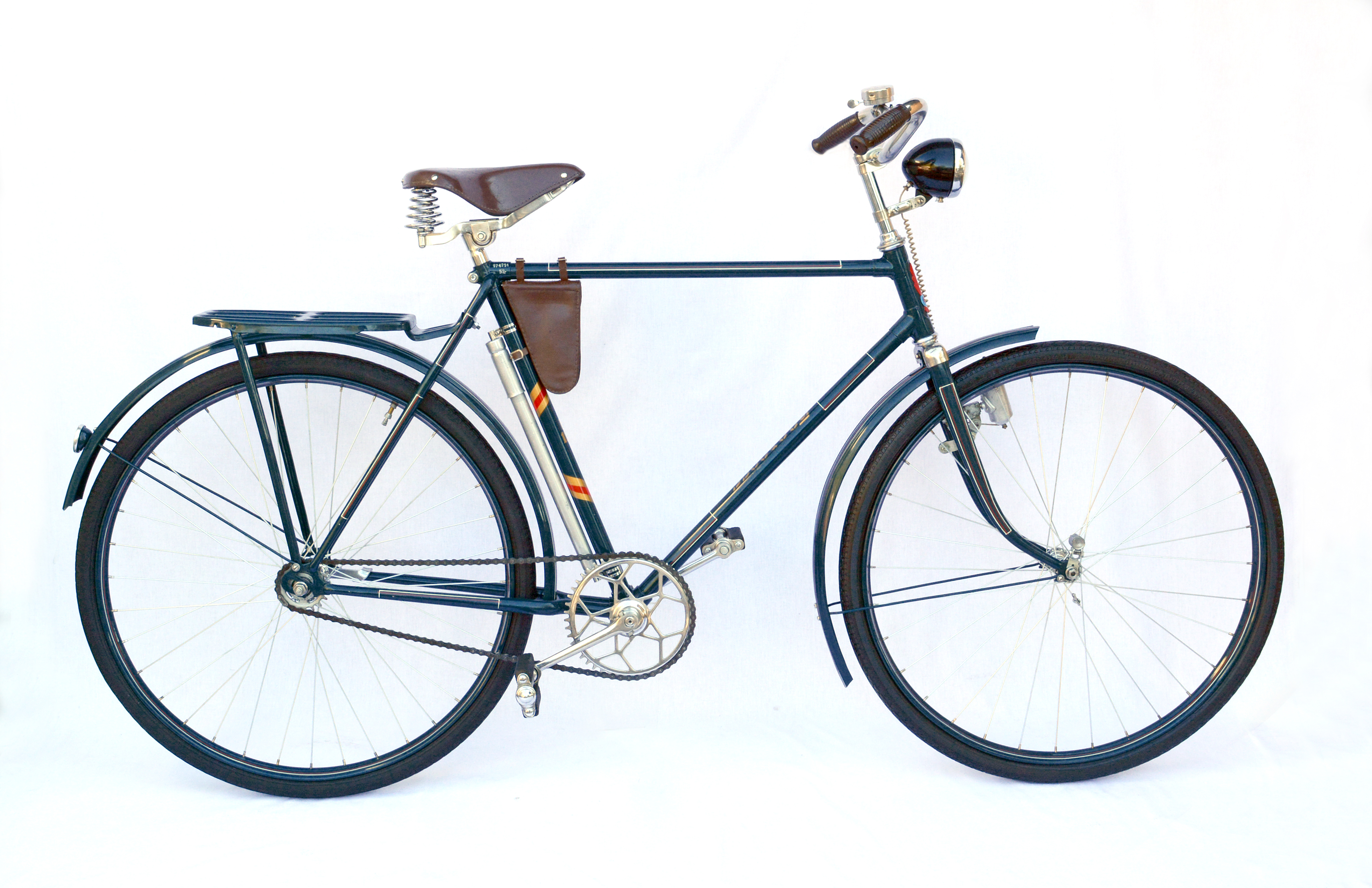
Мужской дорожный велосипед ХВЗ «Прогресс» В-110

«Прогресс» В-110 — мужской дорожный велосипед производства Харьковского велозавода. Годы производства — 1950—1958.
Первый унифицированный велосипед, который производился несколькими велозаводами СССР.

## История
После Великой Отечественной войны в Харькове была возобновлена работа велозавода.
Производственная база предприятия была пополнена оборудованием и станками велосипедных заводов, вывезенных из Германии в качестве военных репараций. Первой массовой продукцией нового предприятия были велосипеды В-14, В-17, женская модель В-22, спортивно-шоссейный В-51, созданные по немецким образцам.

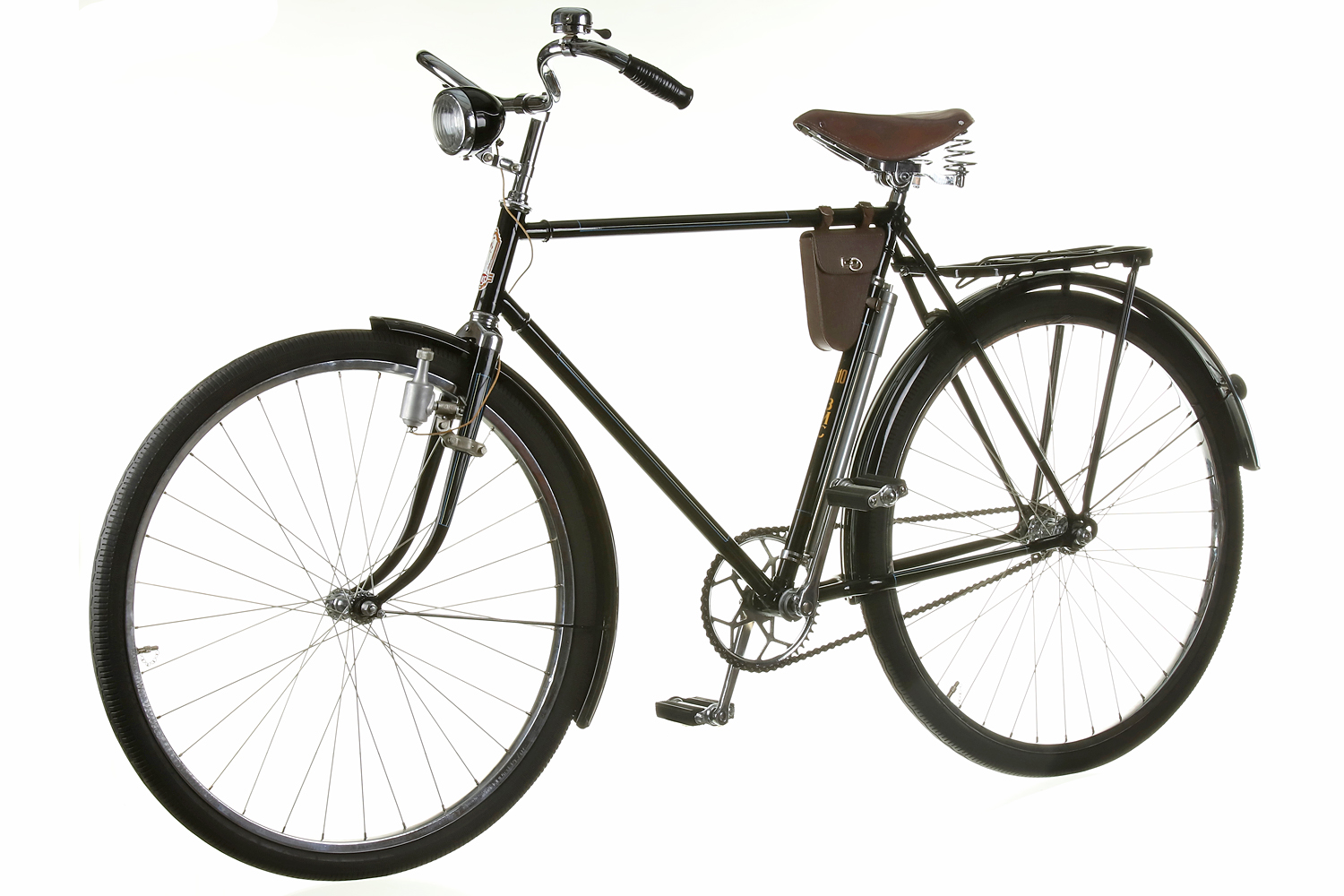
Велосипед «Прогресс» В-110 производства автозавода ЗиС 1954 г.
Эти велосипеды имели ряд отличий от прототипа ХВЗ

В начале 1950-х годов в ЦКБ велостроения Харьковского велозавода была разработана типовая модель мужского дорожного велосипеда «Прогресс» В-110, которая задала основную тенденцию развития дорожных велосипедов в СССР на многие годы вперед. Впоследствии эту модель выпускали почти все велозаводы Советского Союза.
Велосипед «Прогресс» также производился на автозаводах ГАЗ и ЗИС.

## Конструкция велосипеда
Рама велосипеда закрытого типа, паяная из стальных труб. Вилка жесткая, обычной конструкции. Каретка педалей типа BSA, рычаги педалей крепились стопорным клином. Педали сборные, штампованные из стали, хромированные с резиновыми вставками.
Обода колёс стальные (с профилем «чайка») хромированные или окрашенные. Размер шин 40 × 622 мм (28"). Заднее колесо оснащалось тормозной втулкой типа «Тorpedo».
Седло с толстой кожаной крышкой оснащено двумя спиральными пружинами. На его задней части модели ХВЗ крепилась штампованная хромированная табличка с надписью «Харьков».
Велосипеды красились в чёрный цвет, но определённое количество были сине-зелёного, тёмно-красного и других цветов. Рама, крылья и колеса украшались линовками. На заднее крыло наносилась цветная деколь с изображением эмблема велозавода. На раме, под трафарет краской наносились декоративные полоски и надписи «В-110» и «Прогресс».
На рулевой колонке заклепками крепились латунная штампованная эмблема велозавода ХВЗ (или другого).
На заднем крыле устанавливался велосипедный круглый катафот со стеклом рубинового цвета.
Велосипеды «Прогресс» В-110 поставлялись в продажу в стандартной комплектации, в которую входили штампованный багажник, нарамная сумочка с инструментами, велоаптечка, насос и звонок. Дополнительно предлагалось приобрести счётчик пробега, фару и динамо-машину. На некоторых моделях устанавливался защитный щиток цепи.
На всех моделях велосипедов ХВЗ В-110 на подседельном узле рамы штамповался серийный номер и год производства.
Учитывая стандартный одинаковый угол соединения труб рамы над педальной кареткой велосипедов «Прогресс» В-110, в ЦКБ велостроения Харьковского велозавода был разработан вспомогательный бензиновый двигатель Д-4. Таким образом двигатель легко монтировался на модели всех заводов без особой доработки конструкции велосипеда.
Технические характеристики мужского дорожного велосипеда «Прогресс» В-110:
- высота рамы — 560, 580 мм
- база — 1160 мм
- размер шин — 40 × 622 мм (28" × 1¾)
- передняя звезда (число зубьев) — 48
- задняя звезда (число зубьев) — 19
- количество передач — 1
- цепь роликовая 12,7 × 3,4 мм, 112 звеньев
- вес велосипеда без принадлежностей — 16,5 кг